# Бобошевски, Цвятко Петров
Цвятко Петров Бобошевский (болг. Цвятко Петров Бобошевски; 8 августа 1884, Враца — 23 декабря 1952, София) — болгарский политический деятель, регент Болгарии (1944—1946).

## Биография
Родился в семье богатого торговца. До 5-го класса учился в родном городе, 6-й и 7-й классы с отличием закончил в Софийской мужской гимназии. Изучал право в Париже, до 1923 был адвокатом во Враце. Являлся членом Народной партии, Объединённой народно-прогрессивной партии.
Участвовал в подготовке и осуществлении переворота 9 июня 1923, в результате которого было свергнуто правительство Александра Стамболийского. С 9 июня 1923 по 3 сентября 1924 — министр торговли, промышленности и труда, с 3 сентября 1924 по 4 января 1926 — министр юстиции в правительстве Александра Цанкова. Во время Сентябрьского восстания 1923, организованного коммунистами, добился у министров, генералов Ивана Русева и Ивана Вылкова освобождения десяти замешанных в этих событиях интеллигентов из Врацы; лично доставил в город соответствующее распоряжение. Как правительственный комиссар по восстановлению Врацы от большого пожара 1923, помог городу преодолеть последствия этого бедствия. По его просьбе царь Борис III направил в город лучшего в то время хирурга страны Александра Станишева с почти полным личным составом медиков из Александровской больницы. Во Врацу были отправлены большое количество палаток для отставшихся без крова горожан, более 5 тысяч кг хлеба и другие продукты.
С 4 января 1926 по 15 мая 1930 — министр торговли, промышленности и труда в правительстве Андрея Ляпчева. Входил в состав проправительственного политического объединения Демократический сговор и Конституционного блока. С 1934 в течение некоторого времени был председателем Болгарского ипотечного банка.
Во время Второй мировой войны занимал антигерманскую позицию, протестовал против планов депортации болгарских евреев в Германию, в 1943 в личном качестве присоединился к оппозиционному Отечественному фронту. После переворота 9 сентября 1944 стал одним из трёх регентов при малолетнем царе Симеоне II (вместе с Венелином Ганевым и Тодором Павловым), занимал этот пост до ликвидации монархии (15 сентября 1946).
Скончался в Софии. На его похоронах коммунистическое правительство Вылко Червенкова оказало ему почести как видному государственному деятелю.